# Ed Novick
Ed Novick é um sonoplasta estadunidense. Venceu o Oscar de melhor mixagem de som na edição de 2011 por Inception, ao lado de Lora Hirschberg e Gary Rizzo.